# John Kruse
John Erik Kruse, född den 13 oktober 1865 i Malmö, död den 15 juli 1914, var en svensk museiman och konsthistoriker.
Kruse anställdes efter studier i Lund 1896 vid Nationalmuseum, där han verkade till 1911. Hans främsta insatser där var ordnandet av gravyr- och hanteckningssamlingarna. Efter doktorsavhandling om Hedvig Charlotta Nordenflycht 1895 upptogs Kruses konsthistoriska intresse av Per Wickenberg (monografi 1901), Carl Larsson med flera svenska konstnärer, samt främst av Rembrandt, om vilken han författade en monografi 1907, Rembrandts färger (1912), Rembrandts teckningar i Nationalmuseum (1905–1919), Handteckningar av Rembrandt (1921) samt Rembrandt, essayer (1923). Från Nationalmuseum utgav han också Sergels teckningar (1909–1912). Kruse var även sekreterare i Föreningen för Grafisk Konst. Han är begravd på Djursholms begravningsplats.